# Dwight Foster
Pour les articles homonymes, voir Foster.
Dwight Alexander Foster (né le 2 avril 1957 à Toronto, Ontario au Canada où il meurt le 6 janvier 2025) est un joueur canadien de hockey sur glace professionnel, actif entre 1973 et 1987. Il occupe la position de centre ou d'ailier droit.

## Carrière
En 1973, Dwight Foster commence son hockey junior avec les Rangers de Kitchener de l'Association de hockey de l'Ontario, devenue Ligue de hockey junior majeur de l'Ontario en 1974. Lors de la saison 1976-1977, il inscrit 143 points, lui valant le trophée Eddie-Powers du meilleur pointeur de la ligue. Cette même saison, il est sélectionné en équipe du Canada pour le premier championnat du monde junior où il remporte une médaille d'argent. Au cours de l'été qui suit, il est choisi par les Bruins de Boston en première ronde du repêchage amateur de la Ligue nationale de hockey (16e choix au total) ainsi que par les Aeros de Houston en première ronde du repêchage amateur de l'Association mondiale de hockey (10e choix au total). Il joue une saison supplémentaire en junior durant laquelle il fait également ses premières armes en professionnel avec les Bruins. En cinq saisons avec les Rangers de Kitchener, il a inscrit 382 points, ce qui constitue le record de la franchise.
Année après année, il obtient un temps de jeu avec les Bruins de plus en plus important jusqu'à jouer une saison complète lors de la saison 1980-1981. En juillet 1981, il signe comme agent libre avec les Rockies du Colorado. Cependant, il apprend plus tard que les Bruins avaient échangé leur choix de première ronde pour le repêchage d'entrée 1982 pour celui des Rockies comme compensation. La mauvaise saison des Rockies qui suit permet aux Bruins d'avoir le premier choix au total (Gord Kluzak choisi). L'été suivant, Foster déménage avec les Rockies au New Jersey où ils deviennent les Devils du New Jersey. Après seulement quatre parties jouées, il est transféré aux Red Wings de Détroit. En mars 1986, il retrouve la franchise de ses débuts, les Bruins.
À l'issue de la saison 1986-1987, il prend sa retraite.

## Statistiques
| Saison     | Équipe                 | Ligue      |     | Saison régulière | Saison régulière | Saison régulière | Saison régulière | Saison régulière |   | Séries éliminatoires | Séries éliminatoires | Séries éliminatoires | Séries éliminatoires | Séries éliminatoires |
| Saison     | Équipe                 | Ligue      | PJ  | B                | A                | Pts              | Pun              | PJ               | B | A                    | Pts                  | Pun                  |                      |                      |
| 1973-1974  | Rangers de Kitchener   | AHO-Jr.    | 67  | 23               | 32               | 55               | 61               |                  |   |                      |                      |                      |                      |                      |
| 1974-1975  | Rangers de Kitchener   | LHJMO      | 70  | 39               | 51               | 90               | 88               |                  |   |                      |                      |                      |                      |                      |
| 1975-1976  | Rangers de Kitchener   | LHJMO      | 61  | 36               | 58               | 94               | 110              | 8                | 4 | 6                    | 10                   | 28                   |                      |                      |
| 1976-v77   | Rangers de Kitchener   | LHJMO      | 64  | 60               | 83               | 143              | 88               | 3                | 2 | 4                    | 6                    | 2                    |                      |                      |
| 1977-1978  | Rangers de Kitchener   | LHJMO      | 61  | 36               | 58               | 94               | 110              | 8                | 4 | 6                    | 10                   | 28                   |                      |                      |
| 1977-1978  | Bruins de Boston       | LNH        | 14  | 2                | 1                | 3                | 6                |                  |   |                      |                      |                      |                      |                      |
| 1977-1978  | Americans de Rochester | LAH        | 3   | 0                | 3                | 3                | 2                |                  |   |                      |                      |                      |                      |                      |
| 1978-1979  | Bruins de Boston       | LNH        | 44  | 11               | 13               | 24               | 14               | 11               | 1 | 3                    | 4                    | 0                    |                      |                      |
| 1978-1979  | Americans de Rochester | LAH        | 21  | 11               | 18               | 29               | 8                |                  |   |                      |                      |                      |                      |                      |
| 1979-1980  | Bruins de Boston       | LNH        | 57  | 10               | 28               | 38               | 42               | 9                | 3 | 5                    | 8                    | 2                    |                      |                      |
| 1979-1980  | Dusters de Binghamton  | LAH        | 7   | 1                | 3                | 4                | 2                |                  |   |                      |                      |                      |                      |                      |
| 1980-1981  | Bruins de Boston       | LNH        | 77  | 24               | 28               | 52               | 62               | 3                | 1 | 1                    | 2                    | 0                    |                      |                      |
| 1981-1982  | Rockies du Colorado    | LNH        | 70  | 12               | 19               | 31               | 41               |                  |   |                      |                      |                      |                      |                      |
| 1982-1983  | Devils du New Jersey   | LNH        | 4   | 0                | 0                | 0                | 2                |                  |   |                      |                      |                      |                      |                      |
| 1982-1983  | Wind de Wichita        | LCH        | 2   | 0                | 1                | 1                | 2                |                  |   |                      |                      |                      |                      |                      |
| 1982-1983  | Red Wings de Détroit   | LNH        | 58  | 17               | 22               | 39               | 58               |                  |   |                      |                      |                      |                      |                      |
| 1983-1984  | Red Wings de Détroit   | LNH        | 52  | 9                | 12               | 21               | 50               | 3                | 0 | 1                    | 1                    | 0                    |                      |                      |
| 1984-1985  | Red Wings de Détroit   | LNH        | 50  | 16               | 16               | 32               | 56               | 3                | 0 | 0                    | 0                    | 0                    |                      |                      |
| 1985-1986  | Red Wings de Détroit   | LNH        | 55  | 6                | 12               | 18               | 48               |                  |   |                      |                      |                      |                      |                      |
| 1985-1986  | Bruins de Boston       | LNH        | 13  | 0                | 0                | 0                | 4                | 3                | 0 | 2                    | 2                    | 2                    |                      |                      |
| 1986-1987  | Bruins de Boston       | LNH        | 47  | 4                | 12               | 16               | 37               | 3                | 0 | 0                    | 0                    | 0                    |                      |                      |
| Totaux LNH | Totaux LNH             | Totaux LNH | 541 | 111              | 163              | 274              | 420              | 35               | 5 | 12                   | 17                   | 4                    |                      |                      |

| Année | Compétition                 |   | PJ | B | A | Pts | Pun               |  | Résultat |
| 1977  | Championnat du monde junior | 7 | 2  | 5 | 7 | 4   | Médaille d'argent |  |          |

## Transactions en carrière
- 21 juillet 1981 : signé par les Rockies du Colorado comme agent libre.
- 30 juin 1982 : droits transférés aux Devils du New Jersey depuis les Rockies à la suite de la relocalisation de la franchise.
- 29 octobre 1982 : échangé aux Red Wings de Détroit par les Devils en retour d'argent.
- 11 mars 1986 : échangé aux Bruins de Boston par les Red Wings en retour de Dave Donnelly.

## Titres et honneurs personnels
- Ligue de hockey junior majeur de l'Ontario
  - Récipiendaire du trophée Eddie-Powers 1977
  - Nommé dans la première équipe d'étoiles 1977
- Championnat du monde junior de hockey sur glace
  - Vice-champion du monde 1977 avec l'équipe du Canada
- Rangers de Kitchener
  - Trophées internes[5]
    - Joueur le plus populaire 1976 et 1978
    - Récipiendaire du trophée Charles Chalkin 1976, remis au meilleur joueur lors des séries éliminatoires
    - Récipiendaire du trophée Jim Reilly 1976 et 1977, remis au meilleur pointeur de la saison

  - Records de la franchise[6]
    - Record de points marqués en une saison : 143 points (1976-77)
    - Meilleur pointeur de la franchise : 382 points
    - Record de buts inscrits en un match (record partagé) : 5 buts (1976-77)

## Parenté dans le sport
- Père d'Alex Foster, joueur de hockey sur glace professionnel
- Beau-frère de Wes Jarvis, joueur de hockey sur glace professionnel